# Ekmek kadayıfı

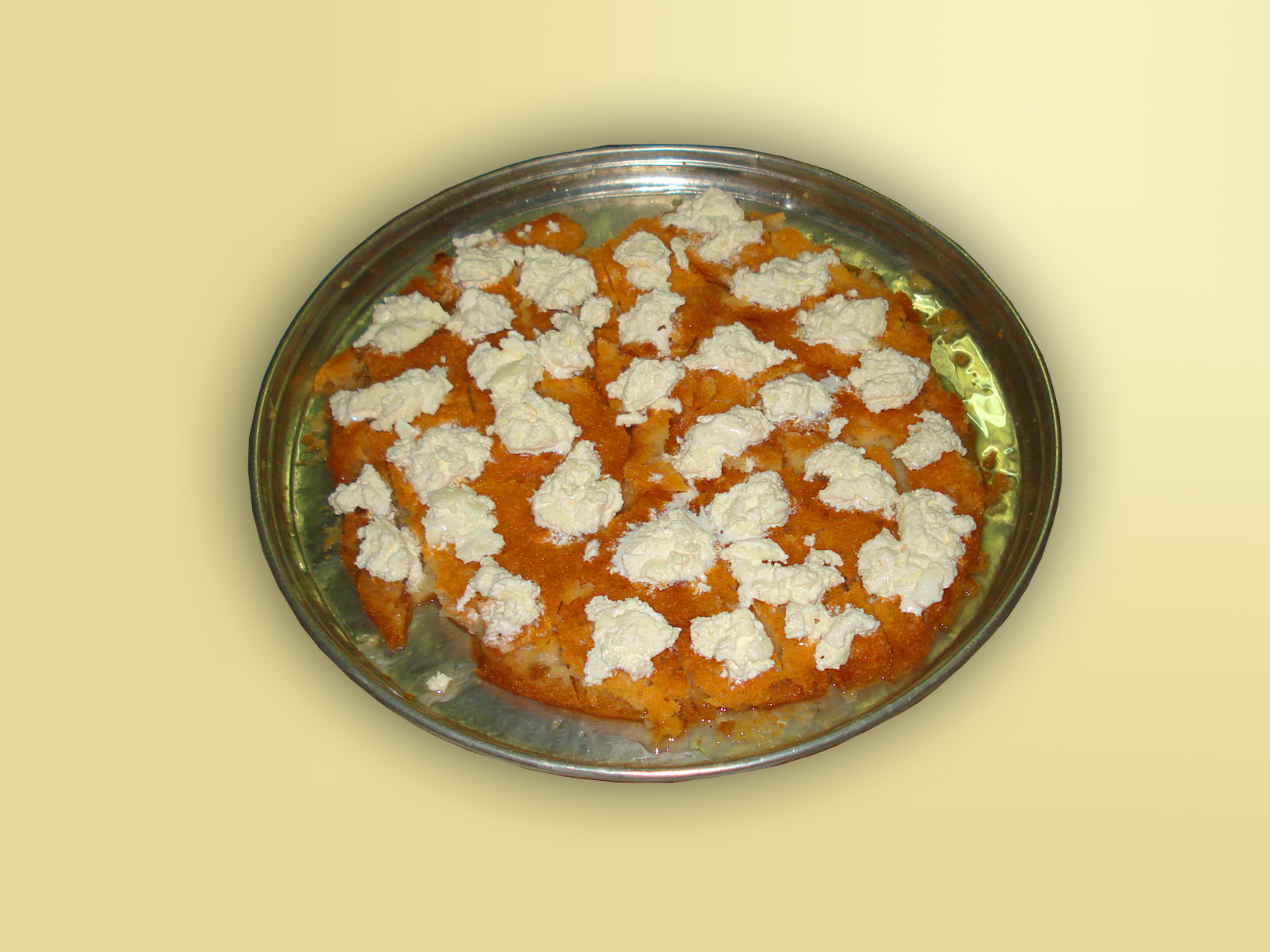
Ekmek Kadayıfı, un postre turco tradicional.

El ekmek kadayıfı, ekmek kataif o ekmek kataifi es un postre turco consistente en un budín de pan, presente también en Grecia, donde se llama εκμέκ κανταΐφι (ekmek kadaifi) o simplemente εκμέκ (ekmek). Suele servirse con kaymak, una especie de nata. 

## Véase también

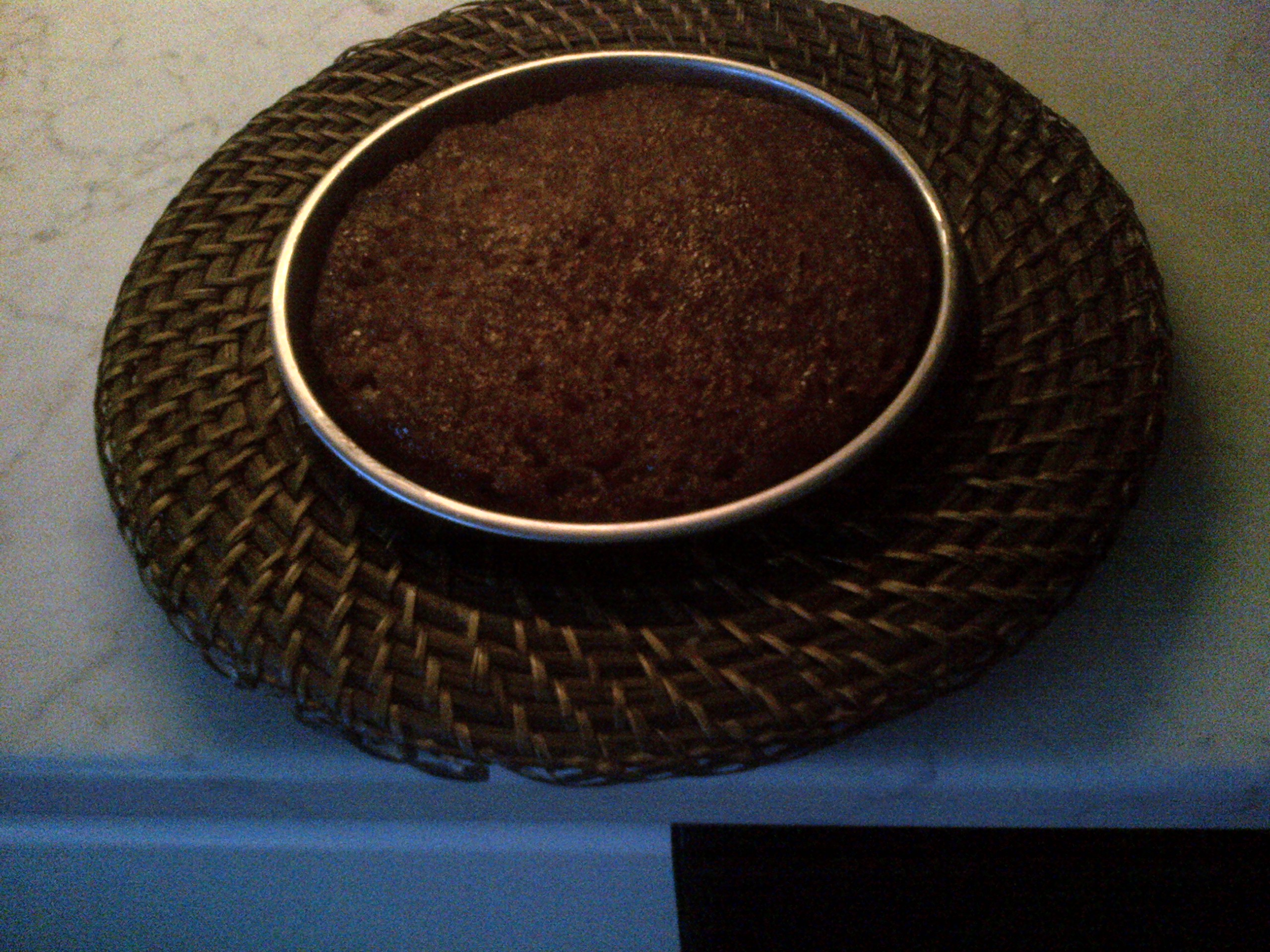
Ekmek kadayıfı recién hecho, esperando ser partido en porciones y servido con "kaymak", en Ankara, Turquía.